# Маккейб, Кэти
Кэти Алисон Маккейб (англ. Katie Alison McCabe; род. 21 сентября 1995, Дублин) — ирландская профессиональная футболистка, играющая за лондонский «Арсенал» и капитан национальной сборной Ирландии. Выступает в качестве левого защитника, но также может действовать как левый вингер и левый полузащитник.
Будучи подростком, Маккейб дважды выигрывала чемпионат Ирландии и трижды Кубок Ирландии с «Рахени Юнайтед», прежде чем подписала контракт с «Арсеналом» в 2015 году. С лондонским клубом она выиграла Кубок Англии в 2016 году, национальный чемпионат в сезоне 2018/2019 и три Кубка английской лиги. Во время своей краткосрочной аренды в «Глазго Сити» в 2017 году она выиграла чемпоинат Шотландии.
После того, как она впервые сыграла за национальную сборную Ирландии в 2015 году, в 2017 году стала капитаном сборной, самым молодым капитаном в истории команды, а в 2021 году была названа «Футболисткой года Ирландии». В 2023 году The Guardian охарактеризовала Маккейб как «несомненное лицо ирландского женского футбола», а газета Irish Times назвала её «Спортсменкой года». Её гол с уголового на чемпионате мира 2023 года в ворота сборной Канады признан «Голом года сборных Ирландии».

## Клубная карьера

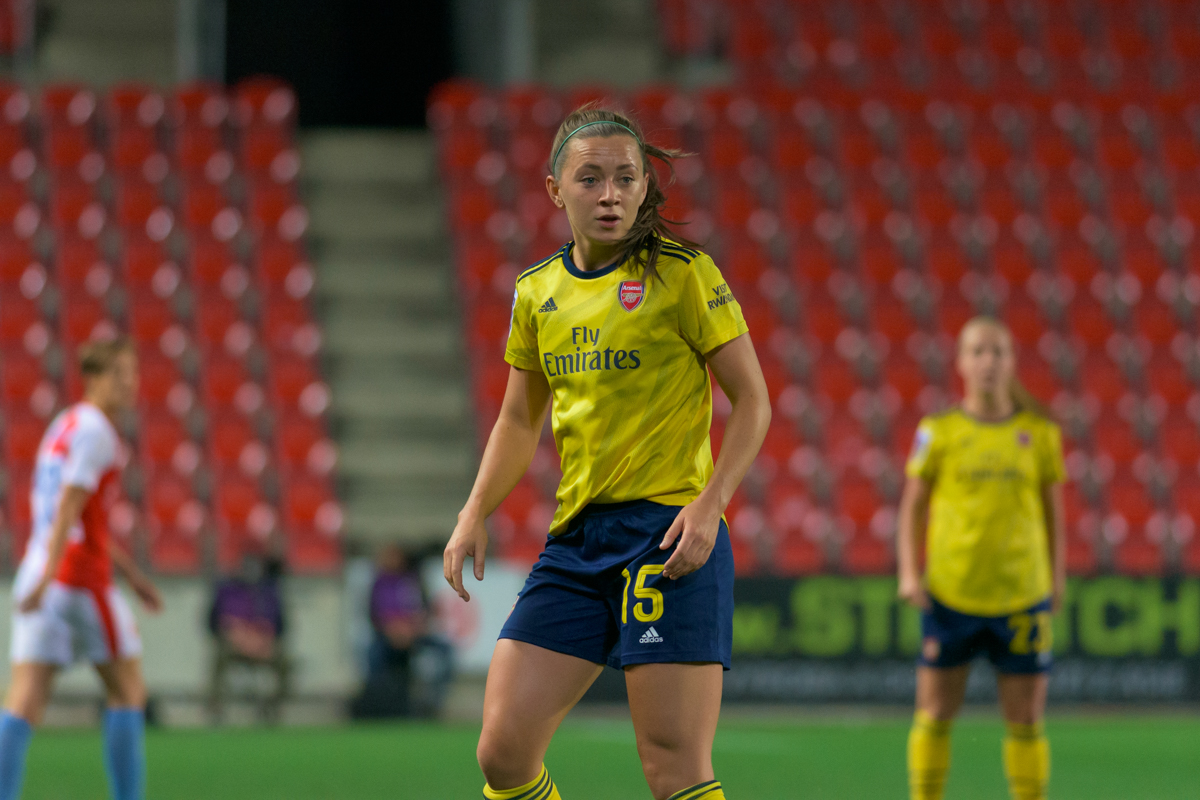
Маккейб в «Арсенале» в 2019 году

### Ранняя карьера
В детстве Маккейб играла в юношеских командах «Килнамана» и «Крумлин Юнайтед». В возрасте 10 лет она присоединилась к своей первой женской команде в Темплоуге, играя как за женскую, так и за мужскую команду, пока ей не исполнилось 13 лет. Её любимым игроком в детстве был Дэмьен Дафф. В средней школе она также играла в гэльский футбол и баскетбол.

### Карьера в Ирландии
Когда в 2011 году была сформирована Национальная лига Ирландии, Маккейб подписала контракт с Рахени Юнайтед. Ранее она тренировалась в клубе, но правила лиги не позволяли ей подписывать контракт, пока ей не исполнилось 16 лет. Она представляла клуб в первом сезоне турнира. В течение следующих трёх сезонов она выиграла два национальных чемпионата и три подряд национальных Кубка. Она также представляла клуб в Лиге чемпионов.
Она пропустила четыре месяца в сезоне 2013/2014 из-за перелома ноги. Несмотря на то, что большую часть сезона она провела вне игры из-за травмы, она все равно выиграла награду «Молодого игрок года». В том же году её также пригласили в Университет штата Флорида играть за женскую футбольную команду «Флорида Стейт Семинолс» в США, но этот переход сорвался из-за её травмы.
В сезоне 2014/2015 Маккейб забила 23 гола в чемпионате, на два меньше, чем у лучшего бомбардира Эйн О’Горман из ЮКД. Она забила победный гол на последней минуте финала Кубка Ирландии в дополнительное время в ворота «Пимонт Юнайтед» (3:2). Её выступление в сезоне 2014/2015 впервые обеспечило ей место в команде сезона Национальной лиги Ирландии.
В сезоне 2015/16 Маккейб осталась в клубе под новым названием «Шелбурн».

### «Арсенал» (2015—2017)

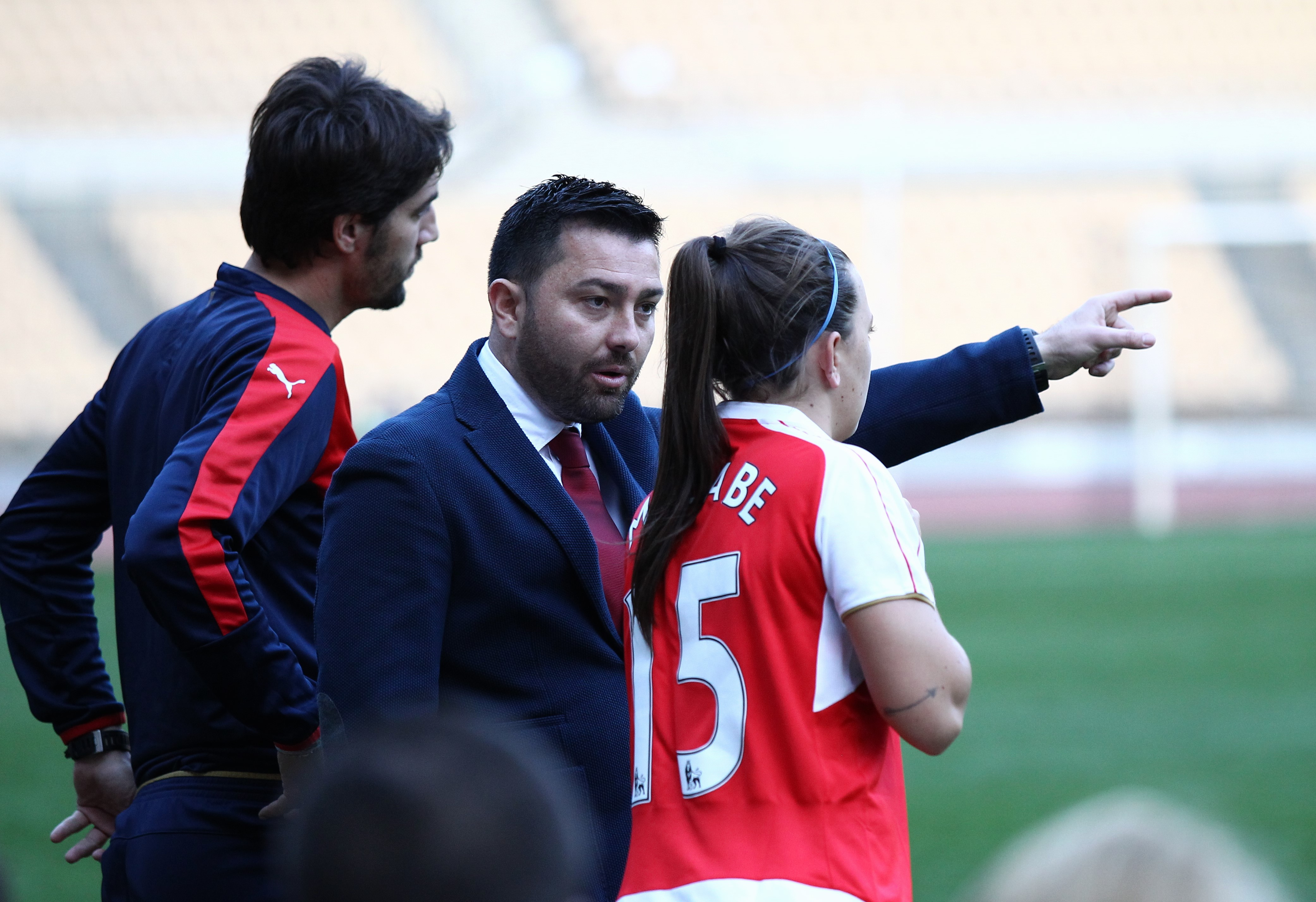
Маккейб дебютирует за «Арсенал» в феврале 2016 года

В декабре 2015 года она подписала контракт с лондонским клубом «Арсенал», отклонив конкурирующие предложения от «Глазго Сити», «Челси» и «Манчестер Сити».

### Аренда в «Глазго Сити»
В августе 2017 на правах аренды Маккейб присоединилась к «Глазго Сити» на вторую половину сезона Премьер-лиги Шотландии. Она помогла клубу завоевать титул чемпиона Шотландии, а также сыграла несколько матчей в Лиге чемпионов.

### Возвращение в «Арсенал» (2017—н.в.)
После возвращения новый тренер «Арсенала» Джо Монтемурро перевел её на позицию левого крайнего защитника.
В сезоне 2018/2019 она помогла «Арсеналу» завоевать титул национального чемпиона, сыграв больше всего минут среди всех игроков команды. 26 марта 2019 года продлила контракт с «Арсеналом». Пять дней спустя, в одном из последних матчей года, забила решающий победный гол в ворота «Бирмингема», сохранив «Арсеналу» преимущество в одно очко от преследователей.
Она забила 5 голов и сделала 12 результативных передач в сезоне 2020/2021, а «Арсенал» занял третье место, разделив первое место в лиге по результативным передачам и войдя в Команду сезона Суперлиги Англии. В декабре 2020 года она сыграла свой 100-й матч за «Арсенал», победив со счетом 4:0 «Эвертон», сделав голевую передачу с углового на Джен Битти. Позже в том же месяце она оказалась втянутой в скандал, связанный с COVID-19, после того как опубликовала свою фотографию на пляже в Дубае, несмотря на запрет на поездки для жителей четвертого уровня в Лондоне. Она заявила, что отправилась в Дубай на деловую встречу со своим агентом. Она не получила никаких дисциплинарных санкций от ФА за этот скандал.
В преддверии сезона 2021/2022 она подписала новый долгосрочный контракт с «Арсеналом».
20 июня 2023 года она была объявлена «Игроком сезона в женской команде „Арсенала“». Её победный гол в ворота «Манчестер Сити» был признан «Лучшим голом сезона 2022/2023». 29 сентября Маккейб подписала новый долгосрочный контракт с «Арсеналом» после успешного сезона 2022/2023. 5 ноября Маккейб сыграла свой 200-й матч за «канониров».

## Карьера за сборную
На чемпионате Европы до 19 лет 2014 года Маккейб помогла сборной Ирландии одержать победу в своей группе, но в полуфинале разгромно уступили сборной Нидерландов, которую возглавляла Вивианне Мидема.
В марте 2015 года главный тренер нациоанльной сборной Сьюзан Ронан предоставила возможность Маккейб дебютировать в матче против сборной Венгрии (1:1) на Кубке Истрии 2015. 26 ноября травма четырехглавой мышцы не позволила Маккейб выйти на поле в проигрышном матче отборочного турнира чемпионата Европы 2017 против Испании (0:3) на стадионе «Талла». На Кубке Кипра 2016 года Маккейб забила свой первый международный гол, обеспечив ничью (1:1) с Италией.
Маккейб сыграла в 7 из 8 матчей отборочном турнира чемпионата Европы 2017. В августе 2017 года новый главный тренер национальной сборной Колин Белл назначил 21-летнюю Маккейб капитаном сборной, тем самым став самым молодым капитаном в истории команды.
В апреле 2021 года она сыграла свой 50-й матч за сборную Ирландии против Бельгии. В сентябре 2021 года ФАИ объявила, что введет равную оплату труда для своих мужских и женских национальных сборных после переговоров, проведенных Маккейбом и капитаном мужской сборной Шеймусом Коулменом.
Маккейб и главный тренер Вера Пау привели Ирландию к попаданию в финальную стадию чемпионата мира 2023 года, первому появлению команды на крупном турнире в истории. 26 июля 2023 года она забила гол прямым ударом с углововго в матче групповой стадии против Канады, став первым автором гола своей страны на женском чемпионате мира. Этот гол был признан «Лучшим голом футбольных сборных Ирландии в 2023 году». В конечном итоге Ирландия проиграла Канаде со счетом 1:2, и выбыв из турнира. Маккейб сказала, что она опечален результатом, но добавила, что «это наш первый крупный турнир, и я точно знаю, учитывая те выступления, которые мы показываем, он не будет последним».

## Личная жизнь
У Маккейб 10 братьев и сестер, шесть сестёр и четыре брата. Среди её братьев и сестёр — Гэри Маккейб, который играл в Премьер-дивизионе Ирландии с 2007 по 2018 года, и Лорин Маккейб, в настоящее время играющая за «Богемиан» и сборную Ирландии до 16 лет.
Она открытая лесбиянка. В июне 2019 года Маккейб рассказала, что находится в отношениях с футболисткой Руешей Литтлджон, и что женский футбол очень толерантен к представителям ЛГБТ. Пара рассталась в мае 2023 года. В настоящее время Маккейб находится в отношениях с напарницей по «Арсеналу», Кейтлин Фурд.
Играя в Национальной лиге Ирландии, Маккейб работала координатором гриля в ресторане «Nando's» в Талле.

## Статистика

### Клубная
| Клуб           | Сезон      | Лига                        | Лига  | Лига | Кубок | Кубок | Кубок лиги | Кубок лиги | Континент | Континент | Итог  | Итог |
| Клуб           | Сезон      | Дивизион                    | Матчи | Голы | Матчи | Голы  | Матчи      | Голы       | Матчи     | Голы      | Матчи | Голы |
| -------------- | ---------- | --------------------------- | ----- | ---- | ----- | ----- | ---------- | ---------- | --------- | --------- | ----- | ---- |
| Рахени Юнайтед | 2011/12    | Ирландский Премьер-дивизион | 12    | 5    | 0     | 0     | 0          | 0          | —         | —         | 12    | 5    |
| Рахени Юнайтед | 2012/13    | Ирландский Премьер-дивизион | 13    | 3    | 1     | 1     | 1          | 2          | —         | —         | 15    | 6    |
| Рахени Юнайтед | 2013/14    | Ирландский Премьер-дивизион | 5     | 6    | 2     | 1     | 3          | 0          | 1         | 0         | 11    | 7    |
| Рахени Юнайтед | 2014/15    | Ирландский Премьер-дивизион | 11    | 23   | 1     | 1     | 2          | 4          | 2         | 0         | 16    | 28   |
| Рахени Юнайтед | 2015/16    | Ирландский Премьер-дивизион | 3     | 3    | 1     | 1     | 0          | 0          | 2         | 0         | 6     | 4    |
| Рахени Юнайтед | Итог       | Итог                        | 44    | 40   | 5     | 4     | 6          | 6          | 5         | 0         | 60    | 50   |
| Глазго Сити    | 2017       | Шотландская Премьер-лига    | 11    | 4    | 3     | 3     | —          | —          | 2         | 0         | 16    | 7    |
| Глазго Сити    | Итог       | Итог                        | 11    | 4    | 3     | 3     | —          | —          | 2         | 0         | 16    | 7    |
| Арсенал        | 2016       | Английская Суперлига        | 10    | 0    | 0     | 0     | 1          | 0          | —         | —         | 11    | 0    |
| Арсенал        | 2017       | Английская Суперлига        | 3     | 0    | 2     | 1     | —          | —          | —         | —         | 5     | 1    |
| Арсенал        | 2017/18    | Английская Суперлига        | 11    | 2    | 5     | 0     | 1          | 0          | —         | —         | 17    | 2    |
| Арсенал        | 2018/19    | Английская Суперлига        | 20    | 5    | 2     | 0     | 7          | 5          | —         | —         | 29    | 10   |
| Арсенал        | 2019/20    | Английская Суперлига        | 13    | 0    | 3     | 1     | 7          | 3          | 4         | 0         | 27    | 4    |
| Арсенал        | 2020/21    | Английская Суперлига        | 21    | 4    | 2     | 1     | 3          | 0          | —         | —         | 26    | 5    |
| Арсенал        | 2021/22    | Английская Суперлига        | 20    | 5    | 7     | 1     | 1          | 0          | 12        | 0         | 40    | 6    |
| Арсенал        | 2022/23    | Английская Суперлига        | 21    | 3    | 2     | 0     | 3          | 0          | 12        | 0         | 38    | 3    |
| Арсенал        | 2023/24    | Английская Суперлига        | 21    | 3    | 2     | 0     | 7          | 0          | 2         | 0         | 32    | 3    |
| Арсенал        | 2024/25    | Английская Суперлига        | 12    | 0    | 0     | 0     | 2          | 1          | 10        | 0         | 24    | 1    |
| Арсенал        | Итог       | Итог                        | 152   | 22   | 25    | 4     | 32         | 9          | 40        | 0         | 249   | 35   |
| Общий итог     | Общий итог | Общий итог                  | 207   | 66   | 33    | 11    | 38         | 15         | 47        | 0         | 325   | 92   |

### Международная
| Сборная  | Год  | Матчи | Голы |
| -------- | ---- | ----- | ---- |
| Ирландия | 2015 | 6     | 0    |
| Ирландия | 2016 | 11    | 3    |
| Ирландия | 2017 | 10    | 1    |
| Ирландия | 2018 | 8     | 3    |
| Ирландия | 2019 | 8     | 3    |
| Ирландия | 2020 | 5     | 2    |
| Ирландия | 2021 | 9     | 3    |
| Ирландия | 2022 | 10    | 5    |
| Ирландия | 2023 | 15    | 6    |
| Ирландия | 2024 | 11    | 3    |
| Итог     | Итог | 93    | 29   |

### Голы за сборную
| №  | Матч | Дата             | Место                                                    | Соперник          | Счёт | Результат | Турнир                  | Прим.  |
| -- | ---- | ---------------- | -------------------------------------------------------- | ----------------- | ---- | --------- | ----------------------- | ------ |
| 1  | 10   | 4 марта 2016     | ГСЗ, Ларнака, Кипр                                       | Италия            | 1:1  | 1:1       | Кубок Кипра 2016        | [ 60 ] |
| 2  | 18   | 21 августа 2016  | Родни Пэрейд, Ньюпорт, Уэльс                             | Уэльс             | 1:1  | 2:1       | Товарищеский матч       | [ 61 ] |
| 3  | 18   | 21 августа 2016  | Родни Пэрейд, Ньюпорт, Уэльс                             | Уэльс             | 2:1  | 2:1       | Товарищеский матч       | [ 61 ] |
| 4  | 22   | 6 марта 2017     | Паралимни, Паралимни, Кипр                               | Уэльс             | 1:0  | 1:0       | Кубок Кипра 2017        | [ 62 ] |
| 5  | 31   | 21 января 2018   | Сан Мигел, Понта-Делгада, Португалия                     | Португалия        | 1:0  | 3:1       | Товарищеский матч       | [ 63 ] |
| 6  | 36   | 31 августа 2018  | Талла, Дублин, Ирландия                                  | Северная Ирландия | 2:0  | 4:0       | Квалификация на ЧМ 2019 | [ 64 ] |
| 7  | 36   | 31 августа 2018  | Талла, Дублин, Ирландия                                  | Северная Ирландия | 4:0  | 4:0       | Квалификация на ЧМ 2019 | [ 64 ] |
| 8  | 41   | 9 апреля 2019    | Мапеи, Реджо-нель-Эмилия, Италия                         | Италия            | 1:0  | 1:2       | Товарищеский матч       | [ 65 ] |
| 9  | 43   | 3 сентября 2019  | Талла, Дублин, Ирландия                                  | Черногория        | 2:0  | 2:0       | Квалификация на ЧЕ 2022 | [ 66 ] |
| 10 | 44   | 8 октября 2019   | Талла, Дублин, Ирландия                                  | Украина           | 1:0  | 3:2       | Квалификация на ЧЕ 2022 | [ 67 ] |
| 11 | 47   | 11 марта 2020    | Стадион под Малим брдом, Петровац-на-Мору, Черногория    | Черногория        | 2:0  | 3:0       | Квалификация на ЧЕ 2022 | [ 68 ] |
| 12 | 50   | 1 декабрь 2020   | Талла, Дублин, Ирландия                                  | Германия          | 1:2  | 1:3       | Квалификация на ЧЕ 2022 | [ 69 ] |
| 13 | 58   | 25 ноября 2021   | Талла, Дублин, Ирландия                                  | Словакия          | 1:1  | 1:1       | Квалификация на ЧМ 2023 | [ 70 ] |
| 14 | 59   | 30 ноября 2021   | Талла, Дублин, Ирландия                                  | Грузия            | 6:0  | 11:0      | Квалификация на ЧМ 2023 | [ 71 ] |
| 15 | 59   | 30 ноября 2021   | Талла, Дублин, Ирландия                                  | Грузия            | 7:0  | 11:0      | Квалификация на ЧМ 2023 | [ 71 ] |
| 16 | 63   | 12 апреля 2022   | Гамла Уллеви, Гётеборг, Швеция                           | Швеция            | 1:0  | 1:1       | Квалификация на ЧМ 2023 | [ 72 ] |
| 17 | 65   | 27 июня 2022     | Стадион имени Тенгиза Бурджанадзе, Гори, Грузия          | Грузия            | 1:0  | 9:0       | Квалификация на ЧМ 2023 | [ 73 ] |
| 18 | 65   | 27 июня 2022     | Стадион имени Тенгиза Бурджанадзе, Гори, Грузия          | Грузия            | 4:0  | 9:0       | Квалификация на ЧМ 2023 | [ 73 ] |
| 19 | 65   | 27 июня 2022     | Стадион имени Тенгиза Бурджанадзе, Гори, Грузия          | Грузия            | 7:0  | 9:0       | Квалификация на ЧМ 2023 | [ 73 ] |
| 20 | 69   | 14 ноября 2022   | Футбольный центр Марбельи, Сан-Педро Алькантара, Испания | Марокко           | 2:0  | 4:0       | Товарищеский матч       | [ 74 ] |
| 21 | 75   | 26 июля 2023     | Перт Овал, Перт, Австралия                               | Канада            | 1:0  | 1:2       | ЧМ 2023                 | [ 75 ] |
| 22 | 78   | 26 сентября 2023 | Хидегкути Нандор, Будапешт, Венгрия                      | Венгрия           | 2:0  | 4:0       | ЛН 2023/2024            | [ 76 ] |
| 23 | 79   | 27 октября 2023  | Талла, Дублин, Ирландия                                  | Албания           | 1:0  | 5:1       | ЛН 2023/2024            | [ 77 ] |
| 24 | 79   | 27 октября 2023  | Талла, Дублин, Ирландия                                  | Албания           | 2:1  | 5:1       | ЛН 2023/2024            | [ 77 ] |
| 25 | 79   | 27 октября 2023  | Талла, Дублин, Ирландия                                  | Албания           | 5:1  | 5:1       | ЛН 2023/2024            | [ 77 ] |
| 26 | 82   | 5 декабря 2023   | Уиндзор Парк, Белфаст, Северная Ирландия                 | Северная Ирландия | 4:0  | 6:1       | ЛН 2023/2024            | [ 78 ] |
| 27 | 90   | 25 октября 2024  | Стадион имени Михаила Месхи, Тбилиси, Грузия             | Грузия            | 1:0  | 6:0       | Квалификация на ЧЕ 2025 | [ 79 ] |
| 28 | 90   | 25 октября 2024  | Стадион имени Михаила Месхи, Тбилиси, Грузия             | Грузия            | 3–0  | 6:0       | Квалификация на ЧЕ 2025 | [ 79 ] |
| 29 | 91   | 29 октября 2024  | Талла, Дублин, Ирландия                                  | Грузия            | 3:0  | 3:0       | Квалификация на ЧЕ 2025 | [ 80 ] |

## Достижения

### Клубные

#### «Рахени Юнайтед»
- Чемпионка Ирландии[англ.]: 2012/13, 2013/14
- Обладательница Кубка Ирландии[англ.]: 2012, 2013, 2014

#### «Арсенал»
- Чемпионка Англии: 2018/19
- Обладательница Кубка Англии: 2015/16
- Обладательница Кубка английской лиги[англ.]: 2017/18, 2022/23[81], 2023/24[82]
- Победительница Лиги чемпионов УЕФА (1): 2024/2025

#### «Глазго Сити»
- Чемпионка Шотландии: 2017[83]

### Индивидуальные
- Игрок месяца чемпионата Ирландии[англ.]: сентябрь 2014[84]
- Молодой игрок года чемпионата Ирландии[англ.]: 2013/14[85]
- Включена в команду сезона чемпионата Ирландии[англ.]: 2014/15
- Спортсменка месяца по версии The Irish Times: ноябрь 2017[86], июль 2023[87]
- Футболистка года по версии Ассоциации профессиональных футболистов Ирландии[англ.]: 2017[88], 2023[89]
- Лучший игрок сезона «Арсенала»: 2020/21[90], 2022/23[33]
- Футболистка года сборной Ирландии: 2021[91]
- Включена в команду сезона английской Суперлиги по версии Ассоциации профессиональных футболистов: 2021[92]
- Гол месяца английской Суперлиги: октябрь 2021[93], апрель 2023[94]
- Игрок месяца английской Суперлиги: октябрь 2021[95]
- Гол сезона «Арсенала»: 2021/22[96], 2022/23[97]
- Гол сезона английской суперлиги: 2022/23[98]
- Включена в команду сезона Лиги чемпионов: 2022/23[99]
- Игрок месяца «Арсенала»: октябрь 2023[100]
- Игрок месяца английской Суперлиги по версии болельщиков: октябрь 2023[101]
- Спортсменка года по версии The Irish Times: 2023[10]
- Гол года сборных Ирландии: 2023[11]